# Katharine Jansen
Katharine Jansen, detta Kati (Düsseldorf, 12 febbraio 1934), è un'ex nuotatrice tedesca.
Specializzata nello stile libero, ha partecipato ai Giochi di Helsinki 1952, gareggiando nella Staffetta 4x100m sl, e di Melbourne 1956, gareggiando nei 100m sl e nella Staffetta 4x100m sl.
Ai Campionati europei di nuoto del 1954, ha vinto 1 bronzo nella Staffetta 4x100m sl.